# Рудченко Микола Миколайович
Рудченко Микола Миколайович (11 жовтня 1951, смт. Чоповичі, Малинський район, Житомирська область, Українська РСР, СРСР) — український політик, член НП; ВР України, член фракції «Блок Литвина» (з листопада 2007), член Комітету з питань правосуддя (з грудня 2007); член Політради НП; голова Житомирської обласної орг. НП.
Голова Житомирської ОДА (31 серпня 2001 — 11 січня 2004).

## Життєпис
Народився 11 жовтня 1951 у смт Чоповичі, Житомирщина. Українець.

### Освіта
Івано-Фр. с.-г. технікум (1974), агроном-керівник; Житомир. с.-г. інститут, агрономічний факультет (1983—1988), вчений агроном.
03.1998 — канд. в нар. деп. України від АПУ, № 55 в списку. На час виборів: член АПУ, нардеп України.
Народний депутат України 6-го скликання з 11.2007 від Блоку Литвина, № 7 в списку, голова Житомир обл. орг. НП.
Народний депутат України 2-го скликання з 04.1994 (2-й тур) до 04.1998, Малинський виб. окр. № 163, Житомир. обл., висун. СелПУ. Секретар Комітету з питань Чорнобильської катастрофи. член фракції АПУ (до цього — фракції соціалістів, до цього — групи «Аграрники за реформи»). На час виборів: Малинська райдержадмін., Пред. Президента України в районі. 1-й тур: з'яв. 86.9 %, за 42.23 %. 2-й тур: з'яв. 79.5 %, за 52.68 %. 8 суперн. (осн. — Журавський В. С., н. 1955, гол. ХДПУ; 1-й тур — 30.91 %, 2-й тур — 43.09 %).

## Кар'єра
З 1967 — столяр, Чоповицька меблева фабрика.
10.1969-12.71 — служба в армії.
У 1971—1972 — столяр, Чоповицька меблева фабрика.
З 02.1972 — водій, радгосп «Чоповицький».
11.1972-10.1974 — учень, Івано-Фр. с.-г. технікум.
У 1974—1978 — бригадир рільничої бригади, голова робітничого комітету, 03.1978-12.1983 — кер. відділу, радгосп «Чоповицький».
З 12.1983 — голова правління, колгосп ім. Калініна Малинського району.
04.1992-10.1994 — Представник Президента України в Малинському районі.
04.1998-08.2001 — перший заступник голови Житомирської ОДА.
31 серпня 2001 — 11 січня 2004 — голова Житомирської ОДА.
Керівник депутатської фракції «Народна партія» в Житомирській облраді (квітень 2006—2007).

## Відзнаки
Орден «Знак Пошани» (1990). Заслужений працівник сільського господарства України (11.1997). Почесна грамота КМ України (11.2000, 06.2003). Орден «За заслуги» ІІІ ст. (08.2001).
Державний службовець 1-го рангу (11.2001).

## Антиукраїнська діяльність та корупція
27 квітня 2010 голосував за ратифікацію угоди Януковича — Медведєва, тобто за продовження перебування ЧФ Росії на території України до 2042 року.

## Родина
Дружина Валентина Сергіївна (1959) — лікар-педіатр; син Микола (1973) — інженер; дочка Наталія (1975) — учитель української мови; син Юрій (1981) і Михайло (1991).